# Guarani Futebol Clube (Pouso Alegre)
O Guarani Futebol Clube, também conhecido como Guarani de Pouso Alegre ou simplesmente Guarani é uma agremiação esportiva brasileira da cidade de Pouso Alegre, no estado de Minas Gerais. Fundada em 1 de fevereiro de 1971 manda seus jogos no Estádio Manduzão.

## História
O Guarani de Pouso Alegre entrou para o futebol profissional no ano de 2002, quando disputou o seu primeiro campeonato mineiro da segunda divisão. De 2002 até 2010 disputou oito campeonatos estaduais, ficando apenas de fora do estadual de 2007. Em 2009 e 2010 por falta de laudos de vistoria no Estádio Manduzão mandou seus jogos no Ronaldão em Poços de Caldas. Em 2011 licenciou-se do futebol profissional mantendo apenas suas categorias de base.